# Josh Harrop
Joshua Andrew Harrop (Stockport, 15 december 1995) is een Engels voetballer die bij voorkeur als offensieve middenvelder speelt. Hij stroomde in 2017 door vanuit de jeugd van Manchester United.

## Clubcarrière
Harrop kwam in 2012 in de jeugdacademie van Manchester United terecht. Op 21 mei 2017 debuteerde hij in de Premier League op de laatste speeldag van het seizoen tegen Crystal Palace. Hij mocht in de basiself starten en maakte na vijftien minuten het openingsdoelpunt. Vier minuten later legde Paul Pogba de eindstand vast.

## Interlandcarrière
Harrop kwam in 2014 driemaal uit voor Engeland –20.